# Energetika
Energetika je znanost o energijskim transformacijama. Budući da se energija pojavljuje na svim razinama, od kvantne razine preko biosfere i svemira, energetika je jako široka disciplina, koja obuhvaća na primjer termodinamiku, kemiju, biokemiju, biologiju energetike i ekologiju energetike. Gdje počinju i završavaju pojedine grane energetike predmet je trajne debate. Naprimjer, Lehninger (1973, str. 21) tvrdi da termodinamiku koja se bavi izmjenama energije svih oblika možemo zvati energetikom.

## Ciljevi
Općenito, energetika se povezuje s traženjem načela koja točno opisuju korisne i beskorisne energijske tokove i skladištenje energije prilikom transformacija. 'Načela' ovdje treba shvatiti kao fenomen koji se ponaša kao povijesna invarijanta pod višestrukim promatranjima. Kada određeni, kritični broj ljudi promotri takve invarijante, načela tada uobičajeno dobiju status 'fundamentalnih zakona' znanosti. Kao u cijeloj znanosti, da li se neki teorem ili načelo smatra fundamentalnim zakonom fizike ovisi o tome koliko se ljudi slaže s takvim prijedlogom. Stoga je krajnji cilj energetike opis fundamentalnih zakona. Filozofi znanosti smatraju da se fundamentalni zakoni termodinamike mogu smatrati zakonima energetike, (Reiser 1926, str 432). Kroz pojašnjenja tih zakona, energetika cilja da razvije pouzdana predviđanja o tokovima energije i transformacija prilikom skladištenja, od nano do makro razine.

## Povijest
Energetika ima kontroverznu prošlost. Neki autori smatraju da se porijeklo energetike može naći u radu starih Grka, ali matematičke formulacije počinju s radom Leibniza. Liet.-Col. Richard de Villamil (1928) je izjavio da je Rankine formulirao energetiku kao znanost u svojoj studiji Osnove znanosti energetike (engl. Outlines of the Science of Energetics) objavljenoj u Zborniku filozofskog društva u Glasgowu 1855. W. Ostwald i E. Mach su zatim razvili studiju i krajem 19. stoljeća energetika je smatrana nekompatibilnom s atomskim pogledom atoma nasljeđenom od Boltzmannove teorije plinova. Zatim se 20-tih godina 20. stoljeća Lotka pokušao nadovezati na Boltzmannove poglede preko matematičke sinteze energetike s biološkom teorijom evolucije. Lotka je smatrao da je princip selekcije u evoluciji bilo ono što je preferiralo optimalne transformacije energije. Ovaj pogled kasnije je utjecao na razvoj ekologije energetike, posebno rad Howard T. Oduma.
De Villamil je pokušao razjasniti djelokrug energetike uzimanjem u obzir drugih grana fizike razvijanjem sustava koji dijeli mehaniku na dvije grane; energetiku (znanost o energiji) i "čistu" ili "krutu" dinamiku (znanost o količini gibanja). Prema Villamilu energetika može biti matematički opisana skalarnim jednadžbama, a kruta dinamika vektorskim jednadžbama. Prema ovoj podjeli dimenzije za dinamiku su prostor, vrijeme i masa, a za energetiku dužina, vrijeme i masa. Ova podjela je izrađena u skladu s temeljnim pretpostavkama o svojstvima tijela koja se mogu izraziti prema tome kakvi su odgovori na sljedeća dva pitanja:
1. Jesu li čestice zajedno kruto spojene?
2. Postoje li strojevi za zaustavljanje kretanja tijela?

Prema Villamilovoj podjeli, dinamika odgovara potvrdno na prvo pitanje i negativno na drugo, a energetika odgovara negativno na prvo i pozitivno na drugo pitanje. Stoga prema Villamilovom sustavu dinamika pretpostavlja da su čestice zajedno kruto spojene, ne mogu vibrirati i sve se mora odvijati na nula stupnjeva kelvina. Zakon očuvanja količine gibanja je posljedica ovog gledišta, no to se smatra važećim samo u logici, a ne i u pravom prikazu činjenica (Villamil, str. 96). Suprotno dinamici, energetika ne pretpostavlja da su čestice zajedno kruto spojene, čestice su dakle slobodne vibrirati, a posljedica toga je da mogu biti i na temperaturama različitim od nula kelvina.

## Načela energetike
Načela energetike uključuju prva četiri zakona termodinamike koja traže detaljan opis. Ipak, točno mjesto zakona termodinamike u načelima energetike je trenutno predmet rasprave.  Ako je ekolog Howard T. Odum bio u pravu, onda načela energetike uzimaju u obzir hijerarhijski poredak oblika energije, koncept kvalitete energije i evoluciju svemira. Albert Lehninger (1973, str. 2) nazvao je ove hijerarhijske poretke "...uzastopnim fazama u toku energije kroz biološki makrosvijet".
Odum je predložio tri daljnja energetska načela i jedan posljedični koji uzima u obzir hijerarhiju energije. Prva četiri načela energetike odnose se zakone termodinamike, a zadnja četiri načela preuzeta su iz ekologije energetike H.T. Oduma. 
- Nulto načelo energetike

Ako su dva termodinamička sustava A i B u termičkoj ravnoteži, i ako su sustavi B i C također u termičkoj ravnoteži, onda su i sustavi A i C u termičkoj ravnoteži.
- Prvo načelo energetike

Povećanje unutarnje energije sustava jednako je količini energije dodanoj u sustav grijanjem umanjen za iznos rada obavljenog između sustava i okolice.
- Drugo načelo energetike

Ukupna entropija izoliranog termodinamičkog sustava raste tijekom vremena, približavajući se maksimalnoj vrijednosti.
- Treće načelo energetike

Kako se temperatura sustava približava apsolutnoj nuli, svi procesi prestaju i entropija sustava se približava minimalnoj vrijednosti ili nuli za slučaj savršeno kristalne tvari.
- Četvrto načelo energetike

Čini se da postoje dvije opcije za četvrto načelo energetike:
- Onsangerovi recipročni odnosi se ponekad nazivaju četvrtim zakonom termodinamike. Kao četvrti zakon termodinamike Onsangerovi recipročni odnosi bi predstavljali četvrto načelo energetike.

- U području ekologije energetike H.T. Odum smatra maksimalnu snagu četvrtim načelom energetike. Odum je također predložio načelo maksimalnog osnaženja kao posljedicu načela maksimalne snage i time smatra da se mogu opisati sklonosti evolucijske samoorganizacije.

- Peto načelo energetike

Faktor kvalitete energije se povećava hijerarhijski. Iz studija o ekološkim lancima hrane, Odum je predložio da transformacije energije tvore hijerarhijski red mjeren povećanjem transformabilnosti (Odum 2000, str. 246). Tokovi energije razvijaju hijerarhijske mreže u kojima postoji interakcija ulaznih tokova koji se pomoću rada transformiraju u energijske oblike više razine pomažući tako maksimizirati snagu sustava (Odum 1994, str. 251).
- Šesto načelo energetike

Ciklusi materijala imaju hijerarhijski uzorak mjeren omjerom energije i mase koji određuje njihovu razinu i frekvenciju pulsa u hijerarhiji energije (Odum 2000, str. 246). M.T. Brown i V. Buranakarn pišu: "Energija po masi je dobar pokazatelj recikličnosti, gdje materijal s većom energijom po masi ima veću sposobnost recikliranja" (2003, str. 1).

## Također pogledati
- Energetska politika
- Energija
- Održivost